# Chantal Delsol
Chantal Delsol (París, 16 d'abril de 1947) és una filòsofa, historiadora política, assagista, professora universitària i novel·lista francesa.
Deixebla del filòsof Julien Freund, Chantal Delsol és una de les ments més destacades dins del pensament actual. Sobretot, dins dels corrents intel·lectuals cristians. Des de 1993 és professora a la Universitat Paris-Est-Marne-la-Vallée, on va crear i dirigir el Centre d'Estudis Europeus, actualment anomenat Institut Hannah Arendt, especialitzat en relacions Est-Oest. La seva docència abasta l'àmbit de la filosofia pràctica, i ético-política. Se centra més especialment en les relacions internacionals i la geopolítica europea. La recerca de Chantal Delsol abasta des de la filosofia jurídicopolítica, la ciència política, la geopolítica i la sociologia de les mentalitats. Autora d'un grapat de novel·les i d'una trentena de llibres d'assaig, com El crepuscle universal, La identitat d'Europa, o La fi de la cristiandat, que han estat traduides a molts idiomes, és membre de l'Acadèmia de Ciències Morals i Polítiques. Casada amb Charles Millon, exdiputat i ministre de Defensa de Jacques Chirac, Chantal Delsol és col·laboradora habitual a Le Figaro i a Valeurs Actuelles. L'any 2015 va aparèixer a Espanya, traduït al castellà, l'assaig "Populismos. Una defensa de lo indefendible".

## Publicacions[5]
- L'État subsidiaire (1993)
- Le souci contemporain (1994)
- Histoire des idées politiques de l’ Europe centrale (1998)
- Éloge de la singularité (2000)
- Les Deux Europes (2007)